# 趙希洛
趙希洛（英語：Candice Chiu Hei Lok，1982年12月4日—），原名趙嘉迪，香港女演員及節目主持，2007年曾參選香港小姐競選，於2008年入讀第22期無綫電視藝員訓練班，為前無綫電視經理人合約藝員。由於她多次飾演道貌岸然、因愛成恨的反派，因此被觀眾稱為「無線御用癲婆」。2019年，她憑劇集《金宵大廈》中憶子成狂的「王敏儀（何太）」一角於《萬千星輝頒獎典禮2019》中獲得「最佳女配角」獎。

## 簡歷
趙希洛的母親為前藝員梁小玲，是前藝人李道洪的前妻；父親趙崇康為澳洲大律師，與多間大陸國企關係密切，家境富裕。她自幼接觸音樂劇，但父母一直反對她加入演藝圈。她在中學時與妹妹在英國就讀女校，至升上大學才開始拍拖，英國法律與商業系畢業。碩士一年級時，她參選《2007年度香港小姐競選》，成功入圍最後五強，並於2008年入讀第22期無綫電視藝員訓練班，成為無綫電視合約藝員。
2014年，趙希洛在無綫劇集《八卦神探》中同時飾演被親人鄙視的男子「余嘉勇」及變性後對愛情極度渴望的「鍾愷瑜（鍾姑娘）」兩角。2015年，她在無綫重頭劇《華麗轉身》中飾演華芳凝（汪明荃飾）與前夫所生的女兒「潘南思」，並入圍 《TVB 馬來西亞星光薈萃頒獎典禮2015》「最喜愛飛躍女藝員」。同年，她在劇集《實習天使》飾演患上妄想症的病人，更因此被封為「無線御用癲婆」，她其後也在某網上平台以說笑方式暗指並不介意此「藝名」。2016年，趙希洛在劇集《超能老豆》中首度擔任第二名女主角。2018年8月1日起，她由基本藝人合約轉簽經理人合約。
2019年，趙希洛在劇集《金宵大廈》的單元《嬰》中飾演因兒子早夭而憶子成狂的「王敏儀（何太）」。趙希洛接受訪問稱何太是她史上最恐怖的角色：「呢個角色係我自己都驚，因為好多眼神都有表現得好凌厲。而且場景同道具都好恐怖，好多血淋淋嘅場面，好似我要斬啲豬腦同豬腸，好核突，一邊拍其實我一邊係度嗌，但都好玩嘅！」。她更憑此劇在《萬千星輝頒獎典禮2019》獲得「最佳女配角」獎，並由其好姊妹黃智雯頒獎給她。
2020年，趙希洛加入《愛·回家之開心速遞》劇組，成為《愛·回家之開心速遞》的常駐演員。她在劇中飾演「喜湘飛（May）」一角。2022年4月，奇幻劇《金宵大廈2》播出。趙希洛在劇中同時飾演大律師「Jessie Yuen」及不擇手段收樓的地產高管「四爺」。同年6月，她在劇集《十八年後的終極告白2.0》飾演畫廊老闆娘「宋慧琪（Joyce）」。
趙希洛近年為無綫電視監製潘嘉德、葉鎮輝的常用演員。
2022年7月，趙希洛透露自己曾確診新冠病毒，當時被友人傳染，但已完全康復。
2023年9月，她於社交媒體上宣佈離開無綫電視，結束雙方16年的賓主關係。

## 圈中好友
趙希洛與黃智雯為好姊妹，黃智雯更稱趙希洛為「靈魂姊妹」。另外，她與李施嬅、姚子羚、林淑敏、呂慧儀、陳山聰等亦份屬好友。

## 電視劇（無綫電視）
| 首播         | 劇名                  | 角色                                 |
| 2008年       | 同事三分親            | 抽獎主持（第251集）                  |
| 2008年       | 畢打自己人            | Maggie（第9集）                      |
| 2008年       | Click入黃金屋         | Liza                                 |
| 2009年       | 有營煮婦              | 急診室護士                           |
| 2009年       | 絕代商驕              | 記者（第1集）                        |
| 2010年       | 情人眼裏高一D         | 店員                                 |
| 2010年       | 掌上明珠              | Betty                                |
| 2010年       | 談情說案              | Kitty                                |
| 2010年       | 天天天晴              | 梅思敏（每事問）                     |
| 2010年       | 翻叮一族              | Cindy                                |
| 2010年       | 女人最痛              | 錢曠龍之秘書（第8集）                |
| 2010年       | 讀心神探              | 同事                                 |
| 2010年       | 刑警                  | 照顾黎永权之護士                     |
| 2010年       | 依家有喜              | 索女／潔癖靚女                       |
| 2011年       | 仁心解碼              | 記者                                 |
| 2011年       | 魚躍在花見            | 曲琪                                 |
| 2011年       | 你們我們他們          | 蘭（Cherry）                         |
| 2011年       | Only You 只有您       | 珊同事                               |
| 2011年       | 花花世界花家姐        | 嘉賓                                 |
| 2011年       | 真相                  | 李素芬                               |
| 2011年       | 不速之約              | 學 護                                |
| 2011年       | 誰家灶頭無煙火        | 凱二姐                               |
| 2011年       | 天與地                | Carrie                               |
| 2012年       | 缺宅男女              | 珠寶店店員                           |
| 2012年       | On Call 36小時        | 邵穎（Wing）                         |
| 2012年       | 東西宮略              | 小師妹                               |
| 2012年       | 盛世仁傑              | 妓女                                 |
| 2012年       | 當旺爸爸              | 畢美儀（青年）                       |
| 2012年       | 心戰                  | 呂詠儀（Kelly）                      |
| 2012年       | 衝呀！瘦薪兵團        | 袁曉欣（Jade）                       |
| 2012年       | 巴不得媽媽...         | 蔡玉絲                               |
| 2012年       | 雷霆掃毒              | 行動組組員                           |
| 2012至2015年 | 愛·回家 (第一輯)      | 呂瞳（Angel）                        |
| 2013年       | 女警愛作戰            | 唐美琪（Miki）                       |
| 2013年       | 仁心解碼II            | 徐潔心（青年）                       |
| 2013年       | 金枝慾孽貳            | 佳嬪                                 |
| 2013年       | 好心作怪              | Helen                                |
| 2013年       | 師父·明白了           | 銀兒                                 |
| 2013年       | 衝上雲霄II            | 高貝琪（Colby）                      |
| 2013年       | 巨輪                  | May                                  |
| 2013年       | On Call 36小時II      | 邵穎（Wing）                         |
| 2014年       | 愛我請留言            | Linda                                |
| 2014年       | 再戰明天              | 徐婉君                               |
| 2014年       | 名門暗戰              | 雷丁丁                               |
| 2014年       | 八卦神探              | 余嘉勇、鍾愷瑜（Shirley）            |
| 2015年       | 四個女仔三個BAR       | Amber                                |
| 2015年       | 華麗轉身              | 潘南思（Lancy）                      |
| 2015年       | 拆局專家              | 陳麗卿（頭嫂）（反派角色）           |
| 2015年       | 實習天使              | 芬妮（Fanny）（反派角色）            |
| 2016年       | 超能老豆              | 何樂姿（Carrie)                      |
| 2016年       | 愛·回家 (第二輯)      | 吕瞳（Angel）                        |
| 2017年       | 乘勝狙擊              | 蘇麗芬（Souvenir）                   |
| 2017年       | 同盟                  | 令熊（青年）／謝若薇（青年、整容後） |
| 2018年       | 波士早晨              | 溫婉盈（Wendy）                      |
| 2018年       | 棟仁的時光            | 鍾尚姿（Emma）                       |
| 2018年       | 天命                  | 王聰兒                               |
| 2019年       | 好日子                | 蔡如玉（青年）                       |
| 2019年       | 十二傳說              | 梁小絹（Tina）                       |
| 2019年       | 金宵大廈              | 王敏儀（何太）                       |
| 2020至2023年 | 愛·回家之開心速遞     | 喜湘飛（May）                        |
| 2020年       | 十八年後的終極告白    | 王頌君（Joanne）                     |
| 2020年       | 踩過界II              | 王慧珊                               |
| 2021年       | 陀槍師姐2021          | 温太                                 |
| 2021年       | 大步走                | 何家玲（Nancy）                      |
| 2021年       | 刑偵日記              | 譚玉儀                               |
| 2021年       | 七公主                | 文言素（Diana）                      |
| 2022年       | 金宵大廈2             | Jessie Yuen／四爺                    |
| 2022年       | 十八年後的終極告白2.0 | 宋慧琪（Joyce）（反派角色）          |
| 2022年       | 回歸光影頌: 我的驕傲  | 阿娟                                 |
| 2022年       | 有種好男人            | 莊雅生（Anson）                      |
| 2023年       | 隱形戰隊              | 劉美欣（Yan）（反派角色）            |

## 綜藝節目（無綫電視）
| 年份               | 節目名                     | 備註                                         |
| 2007年             | 2007香港小姐競選決賽       | 入圍最後五強                                 |
| 2009年             | 農夫小儀嬉                 |                                              |
| 2010年             | 千奇百趣Summer Fun         | 嘉賓（Party）                                |
| 2010、2011、2014年 | 兄弟幫                     | 嘉賓（第92、315、1252、1253集）              |
| 2008-2011年        | 激優一族                   | 主持人                                       |
| 2008年             | 亮相                       | 助手                                         |
| 2009年             | 農夫小儀嬉                 | 助手                                         |
| 2011、2015年       | 姊妹淘                     | 嘉賓（第一輯第8集、第五輯第114集 & 第116集） |
| 2011-2013年        | 問問Master Joe             | Al Candice、AI Tau、Y-48                     |
| 2011年             | 千奇百趣省港澳             | 嘉賓（第28集）                               |
| 2011年             | 知法守法                   | Amanda（第5集）                              |
| 2012年             | 食得峰騷                   | 嘉賓（第13集）                               |
| 2013年             | 都市閒情                   | 「煮角招牌菜」嘉賓                           |
| 2013年             | 星夢傳奇                   | 參賽者                                       |
| 2016年             | J2靚聲王                   | 嘉賓（第19集）                               |
| 2016年             | 玩盡澳門無限式             | 嘉賓（第1集）                                |
| 2016年             | Sunday好戲王               | 嘉賓 (第13集)                                |
| 2016-2017年        | 搵食飯團                   | 固定嘉賓                                     |
| 2017-2020年        | 搵食飯團                   | 主持                                         |
| 2018年             | TVB 50+1再出發節目巡禮2019 |                                              |
| 2023年             | 萬眾同心公益金             | 嘉賓                                         |

## 電影
| 首映   | 電影名       | 角色       |
| 2010年 | 七十二家房客 | 街坊       |
| 2011年 | 奪命金       | Jenny Kwok |
| 2014年 | 恐怖在線     | 倪若兒     |

## 音樂錄像
- 2009年：狄易達《一天一粒糖》
- 2009年：樂瞳《短罪》（TVB版）

## 獎項及提名
| 年份   | 頒獎機構               | 獎項               | 劇集                  | 角色          | 結果       |
| ------ | ---------------------- | ------------------ | --------------------- | ------------- | ---------- |
| 2019年 | 萬千星輝頒獎典禮2019   | 最佳女配角         | 金宵大廈              | 王敏儀        | 獲獎       |
| 2019年 | 觀眾在民間電視大獎2019 | 民選最佳女配角     | 金宵大廈              | 王敏儀        | 得票第四名 |
| 2019年 | 觀眾在民間電視大獎2019 | 民選飛躍進步女藝員 | 金宵大廈              | 王敏儀        | 得票第二名 |
| 2022年 | 萬千星輝頒獎典禮2022   | 最佳女配角         | 金宵大廈2             | Jessie / 四爺 | 最後十強   |
| 2022年 | 萬千星輝頒獎典禮2022   | 最佳女配角         | 十八年後的終極告白2.0 | 宋慧琪        | 提名       |
| 2022年 | 萬千星輝頒獎典禮2022   | 最受歡迎電視女角色 | 金宵大廈2             | Jessie / 四爺 | 提名       |
| 2022年 | 萬千星輝頒獎典禮2022   | 最受歡迎電視女角色 | 十八年後的終極告白2.0 | 宋慧琪        | 提名       |
| 2022年 | 觀眾在民間電視大獎2022 | 民選最佳女配角     | 金宵大廈2             | Jessie / 四爺 | 提名       |

## 外部連結
- 趙希洛的Instagram帳戶
- 趙希洛Candice的新浪微博（英文）（繁體中文）
- 趙希洛在香港影庫上的簡介